# Саввин, Владимир Иванович
Влади́мир Ива́нович Са́ввин (25 октября 1919, Москва — 17 марта 1975, Москва) — советский волейболист, чемпион мира и Европы, заслуженный мастер спорта (1949), тренер; участник Великой Отечественной войны, лингвист, выдающийся спортивный функционер, идеолог олимпийского движения СССР. Председатель Всесоюзной секции волейбола и Федерации волейбола СССР (1952—1967, 1971—1975), вице-президент FIVB (1953—1975), президент Европейской комиссии FIVB (1969—1971), генеральный секретарь НОК СССР (1969—1975).

## Биография
Родился в Москве.
Начинал играть в волейбол во дворе своего дома, располагавшегося в центре столицы. В 1936 году в Ленинграде в составе сборной Москвы выиграл первенство СССР среди школьников и обратил на себя внимание волейбольных специалистов. Вскоре он стал игроком «Рот-Фронта» — одной из сильнейших команд СССР довоенного времени, представлявшей профсоюз работников Министерства среднего машиностроения. В 1939 году этот коллектив выиграл бронзовые медали чемпионата СССР.
Когда началась Великая Отечественная война, Владимир Саввин, популярный волейболист и студент 3-го курса Московского института химического машиностроения, ушёл на фронт добровольцем. В декабре 1941 года стал рядовым 1091-го стрелкового полка 324-й стрелковой дивизии 50-й армии. Воевал на Западном, Брянском, Центральном, 1-м, 2-м Белорусских фронтах. Окончил войну в должности начальника штаба пехотного полка на 3-м Белорусском фронте в звании гвардии капитана. Был награждён четырьмя орденами и двенадцатью медалями, среди которых: ордена Красной Звезды (дважды), Отечественной войны I и II степени, медали «За отвагу» (дважды), «За оборону Москвы», «За боевые заслуги», «За победу над Германией в Великой Отечественной войне 1941—1945 гг.», «За взятие Кенигсберга».
После войны Владимир Саввин был принят на переводческий факультет Военного института иностранных языков Красной Армии. В 1946 году возобновились розыгрыши чемпионатов СССР, и команда ВИИЯКА с капитаном Саввиным стала серебряным призёром союзного первенства. Во впервые утверждённом Всесоюзной секцией волейбола списке сильнейших игроков страны Саввин занял второе место, после великого Константина Ревы. В 1947 году на базе ВИИЯКА был создан клуб ЦДКА, а в 1952-м армейский волейбол в чемпионате Союза представляла команда ВВС МВО, цвета которой также защищал Владимир Саввин.
В 1949 году Саввин вошёл в состав сборной СССР, в августе принял участие на II Всемирном фестивале демократической молодёжи в Праге, а 18 сентября на Зимнем стадионе чехословацкой столицы советская команда стала первым в истории чемпионом мира по волейболу. Владимир Саввин проявил себя универсальным нападающим. При неволейбольном росте 173 сантиметра он был необычайно прыгуч, виртуозно атаковал «крюками» с обеих рук.
После парижского чемпионата Европы 1951 года, завершившегося триумфом советских волейболистов, Саввин больше не привлекался к играм за сборную. В том же 1951 году он окончил обучение в институте иностранных языков, стал работать старшим преподавателем, а впоследствии заместителем начальника кафедры иностранных языков Военной академии имени М. В. Фрунзе.
В 1952 году Владимир Саввин был избран председателем Всесоюзной секции волейбола, а в 1953 году — вице-президентом Международной федерации волейбола. Уникальный случай — Владимир Саввин в это время ещё оставался действующим игроком, капитаном ЦДСА! Свою игровую карьеру он завершил в 1954 году, выиграв с армейцами пятую золотую медаль чемпиона СССР.
Владимир Иванович попробовал свои силы и на тренерском поприще. В 1956 году подготовленная им сборная Москвы финишировала второй на чемпионате СССР, проводившемся в рамках I Спартакиады народов, а в 1957 году команда ЦСК МО проиграла в решающем матче первенства СССР спартаковцам Ленинграда, после чего Саввин уступил своё место Гиви Ахвледиани.
На постах председателя Всесоюзной секции волейбола, преобразованной в 1959 году в Федерацию волейбола СССР, вице-президента Международной федерации волейбола (FIVB), президента Европейской комиссии FIVB, а с 1969 года генерального секретаря Олимпийского комитета СССР Владимир Иванович Саввин проявил себя талантливым организатором и дипломатом. Ему принадлежит важнейшая роль в признании волейбола олимпийским видом спорта. Саввин даже организовал для делегатов сессии Международного олимпийского комитета в Софии показательные матчи лучших волейболистов мира. Важным фактором, способствовавшим включению волейбола в олимпийскую программу, стал прекрасно организованный чемпионат мира среди мужских и женских команд, прошедший в 1962 году при переполненных трибунах Лужников.
Владимир Иванович Саввин пользовался огромным авторитетом в волейбольном мире, был добрым другом тогдашнего президента FIVB Поля Либо, прилюдно называвшего Саввина «генеральным конструктором». На конгрессе FIVB во время Олимпиады-1976 в Монреале планировалась смена президента организации, и наиболее вероятным преемником француза выглядел Владимир Саввин. Но жизнь выдающегося человека волейбола оборвалась 17 марта 1975 года. Похоронен в Москве на Донском кладбище (колумбарий 2а).

## Достижения
- Чемпион СССР (1949, 1950, 1952, 1953, 1954).
- Серебряный призёр чемпионата СССР (1946).
- Бронзовый призёр чемпионатов СССР (1939, 1947, 1948).
- Победитель Кубка СССР (1953).
- Чемпион мира (1949).
- Чемпион Европы (1951).
- Победитель Всемирных студенческих игр (1949).
- Дважды включался в списки сильнейших игроков СССР (1946, 1947).
- В должности тренера сборной Москвы и ЦСК МО — двукратный серебряный призёр чемпионатов СССР (1956, 1957).
- Член волейбольного Зала славы (с 2008 года)[4].

## Награды
- Награждён орденами Отечественной войны I и II степени, двумя орденами Красной Звезды, двенадцатью медалями
- Медаль «За трудовую доблесть» (27.04.1957) — «за успехи, достигнутые в деле развития массового физкультурного движения в стране, повышения мастерства советских спортсменов, и успешное выступление на международных соревнованиях»
- Кавалер Большой серебряной медали FIVB

## Память

Программа Мемориала Саввина 1985 года в Ленинграде, СК «Юбилейный»

В память о Владимире Ивановиче Саввине в 1976—1990 годах Федерацией волейбола СССР под эгидой FIVB проводились престижные Мемориалы Владимира Саввина с участием сильнейших мужских сборных мира.
В 2009 году имя Владимира Саввина было присвоено Матчам звёзд чемпионата России.

## Цитаты
Георгий Мондзолевский о Владимире Саввине:

Популярность и авторитет Саввина были столь велики, что ни одного, даже средней серьёзности вопроса, связанного ли с системой розыгрыша чемпионата, с переходами, с назначениями тренеров, а тем более с изменением правил игры, не решалось без его самого активного участия. И на всё у Саввина хватало и времени, и эрудиции.

Мне не раз приходилось бывать на заседаниях президиума Всесоюзной федерации волейбола, когда там разбирались неудачные выступления наших сборных, когда накалялись страсти, громоздились горы нерешённых проблем. Наступала очередь выступить Саввину, и все испытывали какое-то облегчение. Он, словно опытный педагог, проводящий семинар со студентами, сразу овладевал вниманием и с искусством лоцмана вёл заседание к ясным выводам, проворно сортируя проблемы и обращая внимание на самые главные, актуальные.

Владимир Иванович благодаря своей обаятельности умело объединял вокруг себя волейболистов. Кто бы ни начинал общаться с ним, неизбежно становился его единомышленником… Рядом с ним сразу чувствуешь себя как-то уютнее, надёжнее: столько душевной энергии исходило от этого человека.